# Det kinesiske rum
 Der er for få eller ingen kildehenvisninger i denne artikel, hvilket er et problem. Du kan hjælpe ved at angive troværdige kilder til de påstande, som fremføres i artiklen.

Det Kinesiske Rum (The Chinese Room) er betegnelsen på et tankeeksperiment fremsat af den amerikanske filosof John Searle. Searle forsøger med tankeeksperimentet at illustrere, hvorfor en maskine ikke er intelligent, selvom den virker intelligent. Ifølge Searle indebærer egentlig intelligens nemlig en vis grad af indsigt i den tilsyneladende intelligente handling – dvs. en grad af bevidsthed eller intentionalitet. 
Det Kinesiske Rum er derfor også et argument imod kunstig intelligens, ligesom det afviser Turing-testen, der ifølge den engelske matematiker Alan Mathison Turing kan afgøre om en maskine (computer) er intelligent. Det er den nemlig, ifølge Turing, hvis det for en intelligent iagttager virker sådan.

## Tankeeksperimentet
I Searles tankeeksperiment er en engelsktalende person placeret i et forseglet rum. Eneste kommunikation med omverden er tekstbeskeder på kinesisk. Hertil har personen tekniske anvisninger på, hvordan beskederne skal skrives, så det for en person udenfor rummet virker som om, at personen i rummet forstår kinesisk. 
Men ifølge John Searle er der ikke tale om forståelse, men alene symbolmanipulation hos personen i rummet. Det samme gælder for computere, mener Searle: De manipulerer symboler, men forstår ikke, hvad disse symboler betyder. 
Searle har ikke kategorisk afvist, at man kan udvikle kunstig intelligens. Men han påpeger, at det ikke er det samme som menneskelig intelligens. Ifølge Searle er bevidstheden, ligesom ild, et fysisk fænomen. En digital simulering af ild udvikler ikke varme, en digital simulering af bevidsthed udvikler ikke bevidsthed.